# Samuel Johannesson
Samuel Johannesson, född 27 december 2000, är en svensk professionell ishockeyspelare som spelar för Örebro hockey  i SHL.